# 20號染色體
人類的20號染色體是23對染色體的其中之一，正常狀況下每個細胞擁有兩條。此染色體含有大約6300萬個鹼基對，佔細胞內所有DNA的2%到2.5%。其中有超過900個基因，依預測方式而有所不同。